# Teratoclytus
Teratoclytus is een kevergeslacht uit de familie van de boktorren (Cerambycidae). De wetenschappelijke naam van het geslacht werd voor het eerst geldig gepubliceerd in 1937 door Zaitzev.

## Soorten
Teratoclytus omvat de volgende soorten:
- Teratoclytus changi Hayashi, 1983
- Teratoclytus plavilstshikovi Zaitzev, 1937
- Teratoclytus simplicior Holzschuh, 1992